# 舞到世界盡頭
《舞到世界盡頭》（英語：Till the World Ends），是美國歌手布蘭妮·斯皮爾斯第7张录音室专辑《蛇蠍美人》的一首歌曲。歌曲由卢卡什·戈特瓦尔德、亚历山大·科兰隆德、马克斯·马丁和凯莎·西博特创作，并由戈特瓦尔德、马丁和告示牌进行后期歌曲制作，埃米莉·赖特则参与了人声处理。《舞到世界盡頭》是一首快节奏的使用电子节拍的流行舞曲和流行電音歌曲，以警报器声作为歌曲的开端，并包含部分出神和欧陆舞曲的元素。歌曲的高潮部分为类似于圣歌的合唱，歌曲的歌词正如歌曲的名称写出了主人公希望“舞到世界盡頭”。乐评将本歌曲与凯莎和安立奎·伊格萊西亞斯之前的作品进行比较，并一致赞美了歌曲的抓耳与催人奋进。
《舞到世界盡頭》在发行后制作了许多混音版本，其中最著名的则是妮琪·米娜和凯莎参与演唱的“the Femme Fatale Remix”，混音发行于2011年4月25日。混音版本的开头加入了米娜的说唱，中间还加入了凯莎的人声和迴響貝斯声。The Femme Fatale Remix 亦获得乐评的好评，乐评称赞了三人合作的多样性和米娜的说唱。《舞到世界盡頭》在世界主要唱片市场都进入了排行榜前10名，包括澳大利亚、法国、爱尔兰、新西兰、瑞典和瑞士。在The Femme Fatale Remix的推动下，歌曲在加拿大百强单曲榜和美国《告示牌》百强单曲榜进入了前5名。然而在英国，这首歌曲成为斯皮尔斯榜单排行第2低的单曲。
《舞到世界盡頭》于2011年4月6日发行。在音乐录像带中，斯皮尔斯在2012年12月21日世界末日下在地下舞蹈派对热舞。评论称音乐录像带和《我是你的奴仆》的音乐录像带较为相似，并给予了好评。音乐录像带的编舞剪辑版于2011年4月15日发行。音乐录像带在2011年MTV音乐录影带大奖获得了两项提名，并赢得了最佳流行音乐录像带。斯皮尔斯在电视节目《早安美国》和《吉米·坎摩尔直播秀》现场表演了歌曲，在2011年告示牌音乐大奖中亦和米娜一起表演了歌曲。《舞到世界盡頭》为蛇蠍美人巡迴演唱會的安可表演，并为布兰妮：破碎的我表演曲目之一。

## 曲目列表
| - 法国CD单曲 1. "Till the World Ends" (Album Version) — 3:57 2. "Till the World Ends" (The Femme Fatale Remix) [featuring Nicki Minaj and Kesha] — 4:44 - 德国CD单曲 1. "Till the World Ends" (Album Version) — 3:57 2. "Till the World Ends" (Instrumental Version) — 3:57 - 数字下载 1. "Till the World Ends" — 3:58 - 数字下载 （The Femme Fatale Remix） 1. "Till the World Ends" (The Femme Fatale Remix) [featuring Nicki Minaj and Kesha] — 4:44 - 数字下载 （Culture Shock Remix） 1. "Till the World Ends" (Culture Shock Remix) — 4:02 - 数字下载 （Twister Remix） 1. "Till the World Ends" (Twister Remix) — 4:19 - 数字下载 （EP） 1. "Till the World Ends" (Album Version) — 3:58 2. "Till the World Ends" (Instrumental Version) — 3:58 3. "Till the World Ends" (Billionaire Extended Remix) — 5:20 4. "Till the World Ends" (Video) — 3:55 | - 数字下载 （蛇蝎美人四曲打包） 1. "Till the World Ends" (The Femme Fatale Remix) [featuring Nicki Minaj and Kesha] — 4:44 2. "Till the World Ends" (Culture Shock Remix) — 4:02 3. "Dance Till the World Ends" (Video) — 3:52 4. "Till the World Ends" (Culture Shock Remix) [Video] — 3:59 - 数字下载 （混音合辑） 1. "Till the World Ends" — 3:58 2. "Till the World Ends" (Bloody Beetroots Extended Remix) — 4:06 3. "Till the World Ends" (White Sea Extended Club Remix) — 4:50 4. "Till the World Ends" (Kik Klap Radio Remix) — 3:41 5. "Till the World Ends" (Alex Suarez Radio Remix) — 3:56 6. "Till the World Ends" (Friscia and Lamboy Club Remix) — 9:57 7. "Till the World Ends" (Varsity Team Radio Remix) — 4:15 8. "Till the World Ends" (Karmatronic Extended Club Remix) — 6:47 - 数字下载 （英国混音） 1. "Till the World Ends" — 3:58 2. "Till the World Ends" (Gareth Wyn Remix) — 6:25 3. "Till the World Ends" (Olli Collins + Fred Portelli Remix) — 6:01 4. "Till the World Ends" (Billionaire Extended Remix) — 5:20 5. "Till the World Ends" (Billionaire Radio Remix) — 2:58 |

### 年终榜单

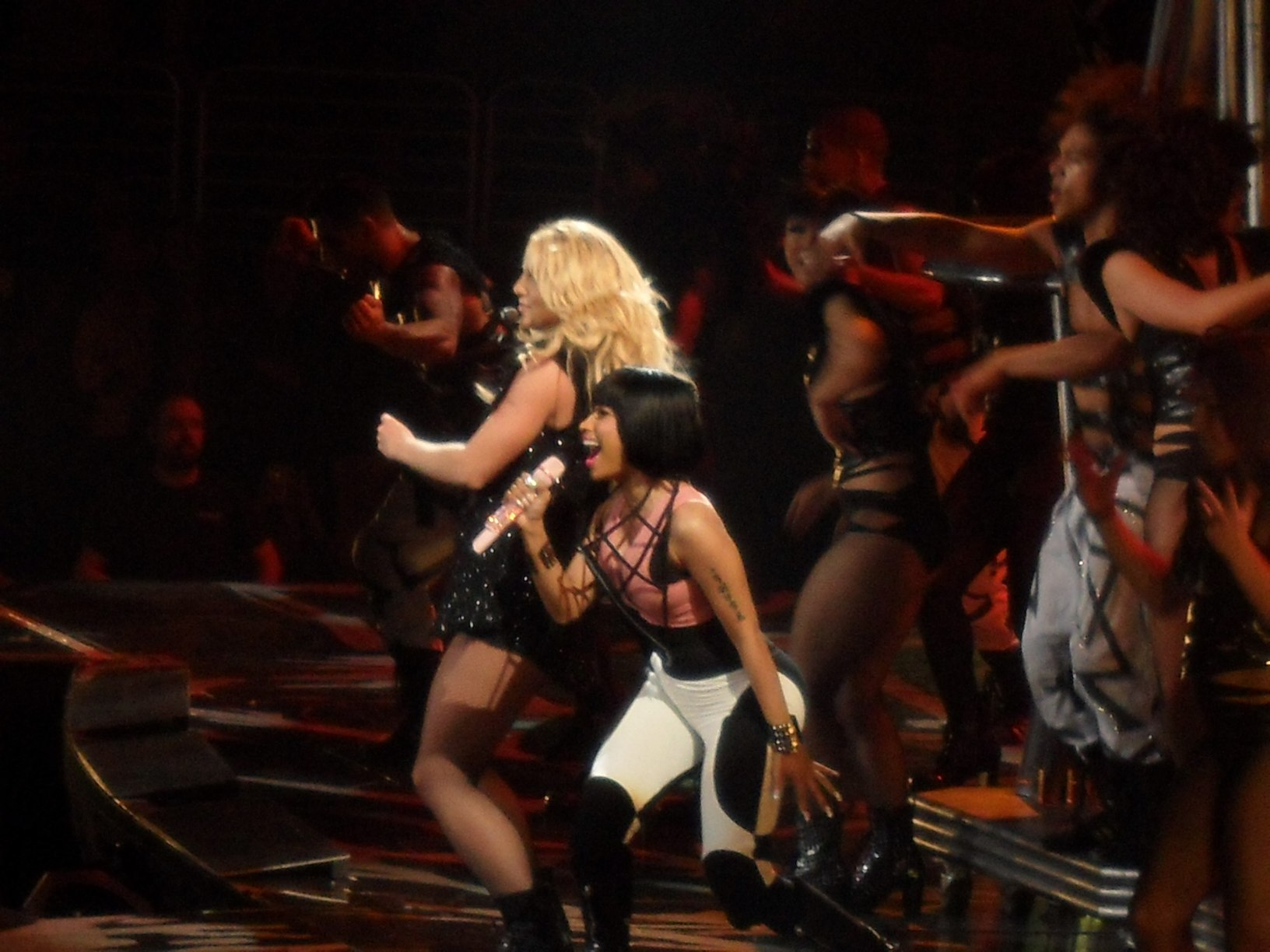
斯皮尔斯與妮琪·米娜于蛇蠍美人巡迴演唱會表演《舞到世界盡頭》。

## 榜单成绩
| 榜单（2011年）                       | 最高 排位 |
| ------------------------------------ | --------- |
| 澳大利亚（澳大利亚唱片业协会單曲榜） | 8         |
| 奥地利（Ö3四十强单曲榜）             | 23        |
| 比利时佛兰德（Ultratop五十强单曲榜） | 12        |
| 比利时瓦隆（Ultratop五十强单曲榜）   | 6         |
| 巴西（《告示牌》百强电台榜）         | 19        |
| 巴西（《告示牌热门流行歌曲榜》）     | 3         |
| 加拿大（Canadian Hot 100）           | 4         |
| 捷克（電台百強單曲榜）               | 10        |
| 丹麥（Hitlisten单曲榜）              | 7         |
| 芬兰（芬蘭官方單曲榜）               | 6         |
| 法国（法國唱片出版業公會單曲榜）     | 8         |
| 德国（德國官方單曲榜）               | 27        |
| 愛爾蘭（愛爾蘭唱片音樂協會单曲榜）   | 7         |
| 以色列（媒体森林电台榜）             | 2         |
| 意大利（意大利音乐产业联盟）         | 3         |
| 日本（Japan Hot 100）                | 52        |
| 黎巴嫩（黎巴嫩二十强榜）             | 14        |
| 墨西哥（告示牌英语电台榜）           | 6         |
| 荷兰（百强单曲榜）                   | 29        |
| 新西兰（新西兰唱片音乐协会单曲榜）   | 10        |
| 挪威（世道單曲榜）                   | 2         |
| 波兰（波蘭音像製品協會）             | 1         |
| 俄罗斯（俄罗斯二十强榜）             | 1         |
| 蘇格蘭（官方榜单公司單曲榜）         | 10        |
| 斯洛伐克（國際唱片業協會）           | 1         |
| 韩国（加翁国际榜）                   | 1         |
| 西班牙（西班牙音樂製作協會）         | 11        |
| 瑞典（瑞典最热榜）                   | 4         |
| 瑞士（瑞士热门音乐榜）               | 7         |
| 英國（官方榜单公司單曲榜）           | 21        |
| 美国（《告示牌》百大單曲榜）         | 3         |
| 美國（《告示牌》Adult Pop Airplay）  | 19        |
| 美國（《告示牌》Dance Club Songs）   | 1         |
| 美國（《告示牌》Pop Airplay）        | 4         |
| 美國（《告示牌》Rhythmic Songs）     | 9         |

| 榜单（2011年）                         | 排位 |
| -------------------------------------- | ---- |
| 澳大利亞（澳大利亞唱片業協會單曲榜）   | 71   |
| 比利時法蘭德斯（Ultratop五十強單曲榜） | 45   |
| 比利時瓦隆尼亞（Ultratop五十強單曲榜） | 21   |
| 加拿大（加拿大百強單曲榜）             | 26   |
| 丹麥（Tracklisten）                    | 50   |
| 法國（法國唱片出版業公會單曲榜）       | 26   |
| 以色列（媒體森林）                     | 41   |
| 黎巴嫩（黎巴嫩二十強榜）               | 13   |
| 西班牙（西班牙音樂製作協會单曲榜）     | 37   |
| 西班牙（西班牙音樂製作協會电台榜）     | 20   |
| 瑞典（瑞典最熱榜）                     | 51   |
| 瑞士（瑞士熱門音樂榜）                 | 49   |
| 韓國（加翁國際榜）                     | 58   |
| 英國（官方榜單公司單曲榜）             | 143  |
| 美國（《告示牌》百強單曲榜）           | 27   |
| 美国（《公告牌》数字歌曲榜）           | 26   |
| 美國（《告示牌》流行歌曲榜）           | 16   |
| 美国（《公告牌》百强电台歌曲榜）       | 25   |
| 美國（《告示牌》舞曲夜店歌曲榜）       | 17   |

## 销售认证
| 地區                                  | 认证    | 认证单位/销量 |
| ------------------------------------- | ------- | ------------- |
| 澳大利亚（澳大利亚唱片业协会）        | 2× 白金 | 140,000^      |
| 比利时（比利時唱片音樂協會）          | 金      | 15,000*       |
| 丹麦（國際唱片業協會丹麥分會）        | 金      | 15,000^       |
| 意大利（意大利音乐产业联盟）          | 金      | 15,000*       |
| 墨西哥（墨西哥音像製品協會）          |         | 30,000*       |
| 新西兰（新西兰唱片音乐协会）          | 金      | 7,500*        |
| 瑞典（瑞典唱片業協會）                | 3× 白金 | 120,000‡      |
| 瑞士（國際唱片業協會瑞士分会）        | 金      | 15,000^       |
| 英国（英国唱片业协会）                | 银      | 200,000^      |
| 美国（美國唱片業協會）                | 3x白金  | 3,000,000     |
| 流媒体                                |         |               |
| 丹麦（國際唱片業協會丹麥分會）        | 金      | 50,000^       |
| *僅含認證的實際銷量 ^僅含認證的出貨量 |         |               |

## 发行历史
| 国家 | 日期          | 形式                               | 厂牌         |
| ---- | ------------- | ---------------------------------- | ------------ |
| 德国 | 2011年3月4日  | 數位下載                           | 索尼音樂娛樂 |
| 英国 | 2011年3月4日  | 數位下載                           | RCA唱片      |
| 美国 | 2011年3月4日  | 數位下載                           | Jive唱片公司 |
| 美国 | 2011年3月7日  | 主流电台                           | Jive唱片公司 |
| 德国 | 2011年4月15日 | CD单曲                             | 索尼音樂娛樂 |
| 英国 | 2011年4月25日 | 数字下载（The Femme Fatale Remix） | RCA唱片      |
| 美国 | 2011年4月25日 | 数字下载（The Femme Fatale Remix） | Jive唱片     |